# Trionymus nudus
Trionymus nudus är en insektsart som först beskrevs av James 1935.  Trionymus nudus ingår i släktet Trionymus och familjen ullsköldlöss.
Artens utbredningsområde är Uganda. Inga underarter finns listade i Catalogue of Life.